# Даша из Севастопоља
Даша Лаврентјевна Михајлова (рус. Дарья Лаврентьевна Михайлова; новембар 1836 – 1892) била је руска медицинска сестра током опсаде Севастопоља у Кримском рату, одакле је постала познатија под именом Даша из Севастопоља (рус. Даша Севастопольская). Била је један од оснивача модерног сестринства са Флоренс Најтингејл.

## Биографија
Рођена је новембра 1836. у селу под владавином Руске Империје. Њен отац, морнар у војно-поморској флоти Руске Федерације, погинуо је у бици код Синопа 1853. године. Била је 17-годишње сироче када је избио Кримски рат 1853. године.
Пре рата, радила је као праља и кројачица за особље руске морнарице у округу Севастопоља, у близини бродоградилишта. Напустила је свој дом када је избио рат да би помогла у збрињавању рањених руских војника на бојном пољу током битке код Алме. Користила је сирће и траке од одеће за чишћење и превијање рана војника. Била је прва добротворна сестра руске војске током Кримског рата.
После рата цар ју је одликовао орденом Светог Владимира са златном медаљом „За марљивост”. Била је једина Рускиња ниже класе која је добила ову награду. Такође јој је додељена награда од 1500 сребрних рубаља. Удала се за војника Максима Хворостова 1855.
Водили су гостионицу у једном селу, а затим су се преселили у Николајев, али се Даша на крају вратила у Севастопољ где је водила кафану и радила у болници. Када се повукла, поклоњена јој је Христова икона купљена донацијама њених пацијената. Умрла је у близини свог родног села, 1892. године.
Астероид 3321 је назван по њој, у знак сећања (3321 Даша).